# 质量守恒定律

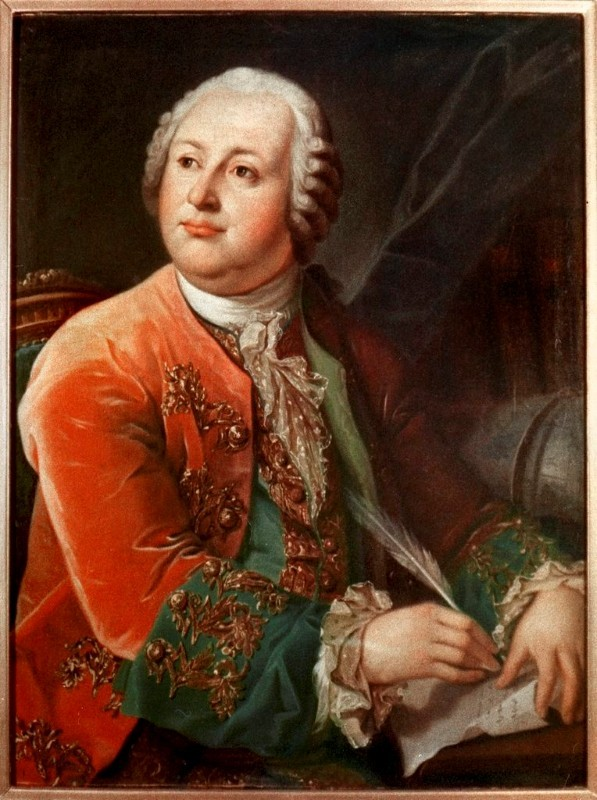
俄國科學家米哈伊尔·瓦西里耶维奇·罗蒙诺索夫在1756年藉由實驗發現了质量守恒定律，因此確定燃素說是錯誤的

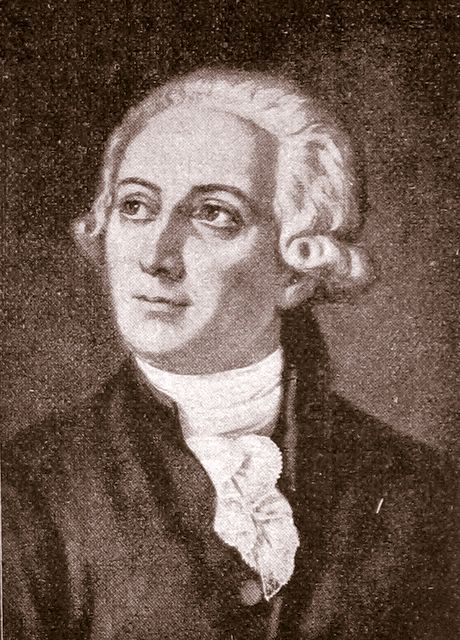
安托万-洛朗·德·拉瓦锡發現了质量守恒定律，也帶來許多十九世紀的新發現。约瑟夫·普鲁斯特的定比定律及约翰·道尔顿的原子論都是由拉瓦锡的發現而衍生的。拉瓦锡的量化實驗也發現了燃燒和氧氣的關係，否定了以往認知燃燒和燃素有關的理念

質量守恆定律（law/principle of conservation of mass）是自然界普遍存在的基本定律之一。此定律指出，對於任何一個物質和能量的所有轉移都封閉的系統（封閉系統）而言，系統的質量必須隨時間推移保持不變；又因系統質量不能改變，所以系統的量既不能添加亦不能移除。據此，質量的量值隨著時間變化並不改變而是守恒的。這定律意味著質量既不能被創造也不能被破壞，儘管它可能在空間中重新排列，或者與之相關的實體可能在形式上發生變化，例如在化學反應中，反應前化學成分的質量是等於反應後分子的總質量。
因此，在孤立系統中的任何化學反應和低能量熱力學過程期間，反應物或起始材料的總質量必須等於產物的質量。質量守恆的概念在化學，力學和流體動力學等許多領域得到了廣泛的應用。歷史上，米哈伊爾·羅蒙諾索夫和安托萬·拉瓦錫分别獨立發現了化學反應中的質量守恆。從煉金到化學的現代自然科學，這一規律的製定至關重要。
質量的守恆只是近似的，被認為是來自經典力學的一系列假設的一部分。在質量 - 能量等價的原則下，必須對該定律進行修改，使其符合量子力學和狹義相對論的規律，即能量和質量形成一個守恆量。對於非常有能量的系統來說，質量守恆是不成立的，核反應和粒子物理學中的粒子 - 反粒子湮滅就是這種情況。
質量在開放系統中通常也不守恆。當各種形式的能源和物質被允許進出系統時就是這種情況。然而，除非涉及放射性或核反應，否則從熱量，機械功或電磁輻射等系統逸出的能量通常太小而不能被測量為系統質量的下降。
對於涉及大引力場的系統，必須考慮廣義相對論，其中質能守恆成為一個更為複雜的概念，受到不同定義的限制，質量和能量也不如嚴格守恆狹義相對論。

## 化学领域的质量守恒定律
質量守恆定律：任何一種化學反應，其反應前後的質量總是不變的。但是，一個物體在作用時需要在密閉的環境下，質量才會相同，若是在大氣中，質量會變重，是因為與空氣結合。
- 物質不會憑空消失，若反應前後質量減少，代表產生的物質散失在空氣中。
- 物質不會無中生有，若反應後質量增加，代表外界的物質參與反應。

化学反应因没有原子变化，质量总是守恒的（无论是动质量还是静质量）。根據道尔顿的原子說，化學反應只是物質中原子的重新排列，反應前後原子種類及數目不變，又每個原子有固定質量，所以反應前後總質量不變。具體來說，化學反應裡面，物質的元素數目無論在反應前或反應後，都是一樣。化学反应中的质量守恒包括原子守恒、电荷守恒、元素守恒等几个方面。
化学领域的质量守恒定律，实际上就是艾萨克·牛顿的"物质不灭定律"。

## 物理学领域的质量守恒定律
牛顿力学的质量守恒定律，与化学领域的质量守恒定律是相同的，都可以称为"静止质量守恒定律"，这个定律在现代物理学体系内不再成立，取而代之的是"运动质量守恒定律",不会混淆时也简称"质量守恒定律"。
核反应中由于原子核本身发生了变化，且反应产生的原子核碎片具有极高的速度，因此静质量是不守恒的，反应前后的质量亏损服从质能方程，这也是核武器的理论原理。但在核反应前后能量守恒，所以其运动质量也是守恒的。在相对论中，(运动)质量守恒和能量守恒可以合并为一个定律。